# Pierre Fortier
Pour les articles homonymes, voir Fortier.
Pierre Fortier, né le 15 novembre 1932 à Montréal et mort le 22 juin 2019 dans la même ville, est un ingénieur et homme politique québécois.

## Biographie
Né le 15 novembre 1932 à Montréal au Québec, Pierre Fortier étudie au Collège André-Grasset où il obtient son baccalauréat ès arts. Il obtient ensuite un baccalauréat en génie mécanique de l'École polytechnique de Montréal puis, récipiendaire d'une bourse Athlone, obtient un diplôme en génie nucléaire (D.I.C.) de l'Imperial College of Science and Technology. Il travaille à titre d'ingénieur dans diverses entreprises jusqu'en 1964, puis est directeur de projets, adjoint au président puis vice-président chez Surveyer, Nenniger et Chênevert (devenu plus tard le groupe SNC puis SNC-Lavalin) de 1964 à 1975. En 1975, il devient vice-président de Canatom, un consortium privé spécialisé en génie nucléaire créé en 1967 par Surveyer, Nenniger et Chênevert, Montreal Engineering et Shawinigan Engineering. Il en devient le président en 1980, juste avant d'entrer en politique active.

### Carrière politique
Pierre Fortier se présente comme candidat libéral à l'Assemblée nationale du Québec dans la circonscription d'Outremont lors d'une élection partielle tenue le 17 novembre 1980, et est élu. Il est réélu à l'élection générale de 1981 et passe les quatre années suivantes dans l'opposition. Il est de nouveau réélu en 1985, et cette fois son parti forme le gouvernement. Pierre Fortier est nommé ministre délégué à la Privatisation en décembre 1985, puis ministre délégué aux Finances et à la Privatisation en août 1986. Dans le cadre du mandat que lui confie le premier ministre, il publie en juin 1986 le Rapport du Comité sur la privatisation des sociétés d'État, aussi appelé rapport Fortier, qui recommande la privatisation de dix sociétés d'État considérées comme en concurrence avec le secteur privé. Cependant seules quelques-unes de ces sociétés ont réellement été privatisées. Il décide de ne pas se représenter aux élections de 1989.

### Carrière après la politique
Juste après la fin de son mandat de député, Pierre Fortier devient président et chef des opérations de la Société financière des caisses Desjardins, poste qu'il conserve jusqu'en mars 1992. De 1992 à 2001, il est associé principal et président du conseil d'Innovatech. Il siège aussi comme membre du conseil de différentes institutions : l'Université de Montréal, la Chambre de commerce de Montréal, l'Institut de recherches cliniques de Montréal, l'Académie canadienne du génie, le Conseil consultatif des sciences et de la technologie du Canada, Énergie atomique du Canada, la Fondation de l'École polytechnique de Montréal et l'Institut du cancer de Montréal.
Pierre Fortier meurt le 22 juin 2019 à l'Institut universitaire de gériatrie de Montréal.